# Línea 901 (Titsa)
La línea 901 de TITSA une el Intercambiador de Transportes de Santa Cruz de Tenerife con el barrio de la Cuesta de Piedra en Santa Cruz de Tenerife, pasando por el barrio de La Salud.

## Frecuencias
| de lunes a viernes laborable |           |
| de 6:55 a 21:40              | 10-15 min |
| sábados, domingos y festivos |           |
| de 6:55 a 22:40              | 15-20 min |

| de lunes a viernes laborable |           |
| de 6:40 a 21:30              | 10-15 min |
| sábados, domingos y festivos |           |
| de 6:40 a 22:45              | 15-20 min |

## Recorrido
La línea parte del Intercambiador de Transportes de Santa Cruz de Tenerife continuando por las calles Fomento, avenida Victor Zurita, avenida José Manuel Guimerá hasta llegar al Puente Serrador. Luego sigue por Miraflores, Serrano, Álvarez de Lugo, avenida Ramón y Cajal, avenida de la Asunción, Goya, Luis de la Cruz, avenida de Bélgica, avenida Islas Canarias y la calle Santiago Beyro en el barrio de El Perú. Prosigue por la calle Ramón Trujillo Torres y la avenida Venezuela, llegando al barrio de La Salud. En este barrio continúa por las calles Princesa Guacimara, Benahoare, Mencey Bencomo, Junonia, José Fonspertius, Los Realejos, Buenavista y calle Arona. Prosiguiendo por la calle Lorenzo Tolosa, ya en la Cuesta de Piedra, terminando su recorrido de ida en la calle Emilio Serra Rus.
Los sábados, domingos y festivos, esta línea circulará entre la avenida San Sebastián y el Intercambiador por la avenida José Hernández Alfonso y la calle fomento, y no por la avenida Marítima y la avenida Tres de Mayo.
| código | parada                                                  | común con:        |  |
| ------ | ------------------------------------------------------- | ----------------- |  |
| 9181   | Intercambiador de Transportes de Santa Cruz de Tenerife |                   |  |
| 9415   | C/ José Miguel Guimera                                  | 902 918           |  |
| 9419   | C/ Miraflores                                           | 14 26 228 902 915 |  |
| 9420   | C/ Miraflores                                           | 14 26 228 902 915 |  |
| 9423   | C/ Ramón y Cajal (n.º 28)                               | 14 26 228         |  |
| 9424   | C/ Goya (junto Barranco de Santos)                      | 26 228 911        |  |
| 9425   | Avenida de Bélgica (nº36)                               | 14 26 228 911     |  |
| 9192   | C/ Santiago Beyro (n.º 8) (esquina c/ Nivaria)          | 911               |  |
| 9193   | C/ Ramón Trujillo Torres (nº21)                         | 906 911           |  |
| 9402   | C/ Princesa Guacimara (nº36)                            | 906 911           |  |
| 9194   | C/ Mencey Bencomo (nº66)                                | 906 907 911       |  |
| 9195   | C/ José Fonspertius (Mercado)                           | 906 907 911       |  |
| 9196   | C/ Los Realejos (nº20)                                  |                   |  |
| 9197   | C/ Los Realejos (n.º 9)                                 |                   |  |
| 9198   | C/ Arona (frente a la plaza)                            | 026 906 907 911   |  |
| 9199   | C/ Emilio Sierra Rus (nº49) (Cuesta de Piedra)          | 906 907           |  |

En sentido descendente, el recorrido circula desde la Emilio Serra Rus hacía las calles Lorenzo Tolosa, Granadilla,San Juan de la Rambla, La Orotava, José Fonspertius, Guía de Isora, Tanausú, avenida Venezuela, avenida Islas Canarias, avenida Bélgica, avenida San Sebastián, avenida Marítima, avenida Tres de Mayo y calle Fomento, terminando en el Intercambiador de Transportes de Santa Cruz de Tenerife.
Durante fines de semana y festivos, esta línea circulará entre la avenida San Sebastián y el Intercambiador por la avenida José Hernández Alfonso y la calle fomento.
| código | parada                                                  | común con:                       |  |
| ------ | ------------------------------------------------------- | -------------------------------- |  |
| 9200   | C/ Emilio Sierra Rus (n.º 4) (Cuesta de Piedra)         | 906 907                          |  |
| 9201   | C/ Lorenzo Tolosa (n.º 1)                               | 26 906 907 911                   |  |
| 9202   | C/ San Juan de La Rambla (Colegio)                      | 906 907 911                      |  |
| 9203   | C/ Orotava (nº10)                                       | 906 907 911                      |  |
| 9204   | C/ Orotava (nº72)                                       | 906 907 911                      |  |
| 9205   | C/ Guía de Isora (nº65) (Colegio)                       | 906 907 911                      |  |
| 9206   | Avda. Venezuela (nº65)                                  | 906 907 911                      |  |
| 9207   | Avda. Venezuela (nº33)                                  | 906 907 911                      |  |
| 9208   | Avda. Venezuela (nº19) (Centro Salud)                   | 906 907 911                      |  |
| 9209   | Avda. Islas Canarias (esquina Benito Pérez Armas)       | 907 908 911                      |  |
| 9294   | Avda. Bélgica (Edif. Brujas, nº15)                      | 14 26 228 907 908 911            |  |
| 9295   | Avda. Bélgica (n.º 5)                                   | 14 26 228 232234 907 908 911 915 |  |
| 9296   | Avda. San Sebastián (nº93) (esquina La Salle)           | 14 26 228 232234 237 902 908 915 |  |
| 9393   | Avda. San Sebastián (frente a Instituto Mercado)        | 902 908 915                      |  |
| 9418   | C/ San Sebastián (frente a Hacienda)                    | 902 908 915                      |  |
| 9181   | Intercambiador de Transportes de Santa Cruz de Tenerife |                                  |  |

### Servicio nocturno
En el servicio nocturno que comienza a medianoche la línea continúa hasta la avenida Príncipes de España en Ofra.